# Nidularium antoineanum
Nidularium antoineanum är en gräsväxtart som beskrevs av Heinrich Wawra. Nidularium antoineanum ingår i släktet Nidularium och familjen Bromeliaceae. Inga underarter finns listade i Catalogue of Life.